# Зинцгейм, Иосиф Давид
Иосиф Давид Зинцгейм (1745—1812) — первый главный страсбургский раввин; председатель собрания еврейских нотаблей, созванного Наполеоном I в 1806 году.

## Биография
Родился в 1745 году.

### Наполеоновский Синедрион (1807)
Один из наиболее учёных и выдающихся членов собрания еврейских нотаблей, созванного Наполеоном I в 1806 году. Уполномоченный от правительства, открывая собрание, вручил Зинцгейму вопросный лист, и последний блестяще разрешил поставленную собранию задачу ответов на вопросы французского императора. В день рождения императора Зинцгейм произнёс в парижской синагоге речь, с целью убедить Наполеона в лояльности евреев; последние получили обещание сохранения неприкосновенности их прав как французских граждан. По роспуске собрания нотаблей и учреждении Великого Синедриона был назначен его председателем (наси). Синедрион выработал устав консисториального устройства еврейских общин во Франции (декрет 17 марта 1808 года), и Зинцгейм был избран президентом центральной консистории.
Умер в Париже в 1812 году. Похоронен на кладбище Пер-Лашез.

## Труды
«Jad David» — был издан лишь частично (Оффенбах, 1799).